# 토요사키 아키
토요사키 아키(豊崎愛生 도요사키 아키[*], 1986년 10월 28일 ~ )는 일본의 성우이자 가수, 배우이다. 뮤직레인 소속으로 도쿠시마현 출신이며 취미·특기로는 그림 그리기, 영화 보기, 라이브, 커피 마시기, 기타 연주, 그림책, 스포츠(농구) 등이 있다.

## 개요

### 특색
소리가 높고, 그 소리의 특징을 살려 주로 소녀 역할에서부터 어른의 여성, 또한 소년 역도 연기한다. 또, 《수호 캐릭터!》 시리즈나 《넷 고스트 PIPOPA》 등에서 몸집이 작은 캐릭터도 연기하였다. 역할은 냉정하고 침착한 것부터 명랑하고 쾌활한 것까지 소화해왔다.

음색은 성우가 되기 이전에 비해서 변화하고 있어서, 연기하는 캐릭터의 음역 뿐만이 아니라 본래 목소리도 높아지고 있다. 이것은 《530 포커스 토쿠시마》의 취재 때 그전에 출연하고 있던 《토요일은 비밀!!》의 영상을 바탕으로 본인과 취재 스탭 모두 공감했던 내용이다.

### 내력
- 고등학생 시절 토쿠시마 지역 방송국인 시코쿠 방송에서 방영한 《토요일은 비밀!!》이라는 프로그램에 리포터로 출연한 경험이 있다. 당시에는 자신의 목소리를 마음에 들어하지 않았으나, 자신의 목소리에 기운을 얻었다는 시청자의 팬레터를 받고 성우 일을 하고자 결심하게 되었다.
- 2007년 애니메이션 《건강 전라계 수영부 우미쇼》의 주인공 아무로 역으로 처음 이름이 있는 역할을 맡게 된다. 이후로 주인공과 비중있는 역할을 다수 맡게 되었다.
- 2009년 2월 15일 같은 뮤직레인 소속인 토마츠 하루카, 타카가키 아야히, 코토부키 미나코와 함께 그룹 Sphere를 결성하였다.
- 2009년 8월 30일 개최한 Sphere의 두 번째 콘서트에서 23세 생일이 되는 10월 28일에 데뷔 싱글 love your life의 발매 계획을 발표했다.
- 2010년 제4회 《성우 어워드》에서 이토 카나에와 함께 신인여우상을, TVA 《케이온!》의 ‘방과 후 티타임’의 일원으로 가창상을 수상하였다.
- 2010년 3월 11일 공식 사이트에 TV 프로그램 《시마지로 헤소카》의 오프닝 테마를 담당하게 되었다는 정보가 게재되었으며, 같은 해 5월 26일, 그 곡이 수록된 2번째 싱글 나를 찾아서가 발매되었다.
- 2010년 11월 10일 3번째 싱글 Dill을 발매하였다.

### 인물·에피소드
- 이름은 본명으로 부모님이 많은 사람들에게 사랑받으며(愛) 살아가기를(生) 바라는 마음에서 지어줬다고 한다.
- 대표적인 애칭은 ‘아키쨩(あきちゃん)’으로, 《케이온!》에 같이 출연하며 인연을 맺은 히카사 요코에게는 ‘앗쿄(あっきょ)’라고 불린다. 2ch 내에서는 ‘홋코리쨩(ほっこりちゃん)’[2] 또는 ‘아이나마(あいなま)’[3]라고 주로 불린다.
- 취미는 어쿠스틱 기타 연주와 커피 타기, 일러스트. 특히 그림책과 동화의 일러스트를 좋아하여 자신이 진행한 라디오에서 그림책을 그리는 코너를 진행하기도 했다. 이외에도 게임 전반, 특히 해외의 컴퓨터 게임을 말하는 일도 종종 있다.
- 좋아하는 동물은 바다표범.
- 초등학생 때에 접하게 된 음악의 영향으로 아버지에게 기타를 사달라고 부탁하였다. 본인이 원했던 일렉트릭 기타가 아니라 어쿠스틱 기타였지만, 아버지가 고민해서 사오신 것이라 생각하고 받아들였다. 후에 《케이온!》의 웹 라디오인 〈라지온!〉의 기획으로 작중의 밴드처럼 활동하게 되어서 일렉트릭 기타[4] 도 소유하게 된다.
- 좋아하는 음악의 장르는 록이나 펑크 록, 포크송, 뉴 뮤직, 1960~70년대의 걸즈 팝 등등 다방면에 걸치며, 좋아하는 아티스트로는 톰 웨이츠, Dr.Feelgood, 타니야마 히로코 등이 있다.
- 좋아하는 만화는 《원피스》로, 토니토니 쵸파와 우솝과 같은 캐릭터를 좋아한다.
- 좋아하는 남성상으로는 《원피스》의 우솝이나, 《천공의 성 라퓨타》의 파즈 등이 있다.
- 좌우명은 “감사하는 기분을 잊지 않는 것”.
- 말버릇으로는 ‘홋코리(ほっこり)~’ 등이 있다.
- 2살 연상의 언니가 한명 있지만, 본인의 말로는 닮지 않았다고 한다.
- 《한게임 presents 초! Online Station》를 진행할 적에 말 가면과 같은 얼굴에 쓰는 아이템이 등장했을 때 적극적으로 쓰곤 했다. 같은 퍼스널리티였던 오기하라 히데키로부터 ‘쓰는 아이템이 어울리는 성우’라는 평을 받기도 했다.
- 《케이온!》 제 1화에서 등장했던, 한때 인기가 좋았던 ‘히라사와 유이’의 유치원 캐스터네츠 연주 회상 장면에서의 대사는 대본이 아닌 애드리브였다고 한다.
- 한때 그녀가 2010년 10월 15일에 발매된 미소녀게임 《별하늘에 걸린 다리》의 메인 히로인인 나카츠카와 우이의 성우 역을 맡았다는 소문이 2ch와 기타 관련 커뮤니티에 퍼졌지만, 이 캐릭터를 연기한 성우는 나카무라 에리코로 판명되었다.

## 출연작품

### TV 애니메이션
2006년
- RED GARDEN (여학생)

 2007년
- 건강 전라계 수영부 우미쇼 (니나가와 아무로)
- 꼬마여신 카린 (미치리안 1)
- 러브★콘 (학생)
- 미나미가 (요시노)
- 우리들의 (아이역)
- 수호캐릭터! (수)
- 키미키스 pure rouge (카즈키 아역)
- 포테마요 (시이나 시스카)
- 학원 유토피아 마나비 스트레이트! (수예부원)

2008년
- 20면상의 딸 (여중생 B)
- 노기자카 하루카의 비밀 (아사히나 마이)
- 노다메 칸타빌레 파리편 (수험생)
- 노라미미 (여자아이)
- 노을빛으로 물드는 언덕 (욧쨩)
- 넷 고스트 PIPOPA (푸 (세이렌), 우라사와 쿄코)
- 미기일족 (시라토리 아이)
- 미나미가 오카와리 (요시노)
- 지옥소녀 삼정 (히라이시 이츠코)
- 수호캐릭터!! 두근 (수)
- 키미키스 pure rouge (여학생)

2009년
- 괭이갈매기 울 적에 (아스모데우스)
- 노기자카 하루카의 비밀 퓨어레차♪ (아사히나 마이, 토우가사키 에리)
- 늑대와 향신료 II (멜타)
- 도쿄 매그니튜드 8.0 (유카)
- 미나미가 오카에리 (요시노)
- 바다 이야기 ~당신이 있어 주었기에~ (오오시마)
- 성검의 블랙스미스 (리사)
- 슬랩업 파티 아라드 전기 (소년 일베크, 스텔라)
- 아수라 크라잉 (오오하라 안)
- 아수라 크라잉2 (오오하라 안)
- 아키칸 (텐쿠지 나지미)
- 어떤 과학의 초전자포 (우이하루 카자리)
- 이솝자리에 어서오세요! (오도리)
- 첫사랑 한정 (벳쇼 코요이)
- 카나메모 (나카마치 카나)
- 수호캐릭터! 파티! (수)
  - 수호캐릭터!!! 두근두근
  - 수호캐릭터 쁘띠쁘띠
- 케이온! (히라사와 유이)
- 코바토 (오오무라 유미)
- 푸른 꽃 (모테기 미와)
- 하늘 가는대로 (와시타 아이코)

2010년
- 놀러갈게! (메르윈)
- 백화요란 사무라이 걸즈 (나오에 카네츠구)
- 성흔의 퀘이사 (야마노베 토모, 오랴, 그레고리)
- 소녀요괴 자쿠로 (본보리)
- 쓰리몬 (요시오카 유키)
- 시마지로 헤소카 (노노쨩)
- 어떤 마술의 금서목록II (우이하루 카자리)
- 언젠가는 대마왕 (소가 케나)
- 오오카미 씨와 7명의 동료들(류구 오토히메)
- 좀 더 To LOVE -트러블- (페케, 모모·베리아·데빌룩)
- 쥬얼펫 트윙클 (엔젤라)
- 케이온!! (히라사와 유이)
- 하늘의 유실물 포르테 (카오스)
- 회장님은 메이드 사마! (효도 사츠키)

2011년
- 고양이신 팔백만 (샤모)
- 꽃이 피는 첫걸음 (오시미즈 나코)
- 그날 본 꽃의 이름을 우리는 아직 모른다 (유년 폿포)
- 라스트 엑자일 -은빛 날개의 팜- (팜 판 판)
- 마유비검첩 (카에데)
- 방랑소년 (시라이 모모코)
- 벨제바브 (쿠니에다 아오이)
- 성흔의 퀘이사 2기 (야마노베 토모)
- 소프테니 (히라츠카 유라)
- 쓰리몬 (분할 2쿨) (요시오카 유키)
- 시마지로 헤소카 (마루링)
- 신만이 아는 세계 II (나가세 준)
- 유루유리 (이케다 치토세)
- 쥬얼펫 선샤인 (엔젤라, 아사카 히나타)
- 쥬얼펫 트윙클 (엔젤라)
- 프랙탈 (미강)
- UN-GO (인과)

2012년
- 액셀 월드 (쿠라시마 치유리)
- 메다카 박스2 (쿠로카미 메다카)
- 여름색 기적 (타마키 린코)
- 빙과 (젠나 리에)
- 유루유리♪♪ (이케다 치토세)
- 투러브 트러블 다크니스 (모모 베리아 데빌루크)
- 무장신희 (이리스)
- 하트 커넥트 (나가세 이오리)
- 해프닝 스타 ☆ (밀)

2013년
- 미나미가 타다이마 (요시노)
- 어떤 과학의 초전자포S（우이하루 카자리）
- 백화요란 사무라이 브라이드 (나오에 카네츠구)
- 변태왕자와 웃지 않는 고양이 (아즈키 아즈사의 어머니)
- 쥬얼펫 해피니스 (엔젤라)
- 도쿄 레이븐즈 (쿈)
- 서번트 x 서비스 (치하야 메구미)
- 신이 없는 일요일 (아이)

2014년
- 디프레그 (후나보리)
- 노라가미 (코후쿠)
- 블랙 불릿 (세이텐시)
- 시도니아의 기사 (시나토세 이자나)
- 그녀의 플래그가 꺾이면 (류키시하라 츠무기)
- 몬스터 열전 오레카 배틀 (나이키 데에타)
- 천체의 메소드 (미즈사카 유즈키)

2015년
- 견습신 비밀의 코코타마 (멜로리)

2017
- 쓰레기의 본망 (아카네 미나가와)
- 메이드인 아비스 (마르르크)

2018년
- 반짝반짝 해피★ 열려라! 코코타마 (마루메)

2019년
- 후르츠 바스켓 (소마 이스즈)
- 어떤 과학의 일방통행 (우이하루 카자리)

2020년
- 마왕학원의 부적합자 (이사벨라 라이제오)
- 뮤클드리미 (뮤)

### OVA
- 아키칸 (텐쿠지 나지미)
- 딸기 마시마로 OVA2 encore Vol.1 (아이들)
- 쾌도천사 트윈엔젤 (동급생C)
- 괴물왕녀 (레이리)
- 검과 마법과 학원물.2 (올리브)
- 성흔의 퀘이서 ~여제의 초상~ (야마노베 토모)
- 장갑기병 보톰즈 Case;IRVINE (도나)
- 어떤 과학의 초전자포 (우이하루 카자리)
- 동방 프로젝트 - 이차창작 동인 애니메이션 몽상하향 (이부키 스이카)
- To LOVE -트러블- (모모 베리아 데빌루크)
- 문학소녀 메모리얼III -사랑하는 소녀와 광상곡- (타케다 치아)
- 벨제바브 ~주운 갓난아기는 대마왕!?~[5] (쿠니에다 아오이)
- 한정소녀 (벳쇼 코요이)
- 미나미가 베츠바라 (요시노)
- 유루유리 나츄야츄미 (이케다 치토세)

### 극장판 애니메이션
- 극장판 문학소녀 (타케다 치아)
- 장편 애니메이션 '주노' (미이)
- 극장판 케이온 (히라사와 유이)
- 극장판 쥬얼펫 : 스위트 댄스 프린세스 (안젤라)
- 극장판 하늘의 유실물 FInal : 영원한 내 새장 (카오스)
- 극장판 꽃이피는 첫걸음 : 홈 스위트 홈
- 예전부터 계속 좋아했어: 고백실행위원회
- 극장판 에그엔젤 코코밍:푸르밍과 두근두근 코코밍 세계
- 이 멋진 세계에 축복을! 붉은 전설 (윤윤)
- 시도니아의 기사 : 사랑을 잣는 별 (시나토세 이자나)

### 게임

#### 일반 게임
- 아크 라이즈 판타지아 (소니아)
- 노을빛으로 물드는 언덕 패러렐 (욧쨩)
- 아가레스트 전기 ZERO (어플리)
- AWAY 셔플 던전 (아네라)
- ELEMENTAL BATTLE ACADEMY (아프리코=쿠렐)
- 퀸즈 블레이드 스파이럴 카오스 (란세르, 스세르)
- 우미쇼 (니나가와 아무로)
- 에스트폴리스 (티아)
- 학원 유토피아 마나비 스트레이트! 반짝반짝☆Happy Festa!
- 풍색의 서프 (아리사 베리에프)
- 케로로 RPG 기사와 무사와 전설의 해적 (이린크스)
- 검과 마법과 학원물.2G (올리브)
- 서몬나이트X ∼Tears Crown∼(아슈리)
- 수호캐릭터! 시리즈 (수우)
  - 수호캐릭터! 3개의 알과 사랑에 빠진 조커
  - 수호캐릭터! 무지개빛 캐릭체인지
  - 수호캐릭터! 기분 업! 캐릭터화 리듬
- 드래곤네스트 (로제)
- 도쿄모노하라시 카라스노모리 학원기담 (린)
- 바닷가에서 리치! DS (시라하마 산고)
- Project Witch (야마사키 리에)
- 매리지 로얄 프리즘 스토리 (우와지마 이요)
- 루미나스 아크 3 : 아이즈 (시온)
- 아가씨탐정 ∼오피스 러브 사건부∼ (사와구치 미카)

#### 온라인 게임
- AIKA ONLINE (프랑)
- 트릭스터 러브 (구미)
- 무장신희 BATTLE RONDO (악마 몽마형 MMS 바로나)
- 마비노기 영웅전 (티이, 이비)

#### 모바일 게임
- 코이켄!(こいけん!) (오토하 와카바)
- 그랑블루 판타지 (멜로우)
- 소녀전선 - 수오미
- 포켓몬 마스터즈 (메이)
- 명일방주 (백파이프)

#### 파치슬로
- Sister QuestⅡ 마검의 기사와 백은의 마녀 (시퐁)

### 드라마 CD
- 사랑을 노래하는 것보다 나에게 빠져라!
- 아쿠에리안 에이지 드라마 CD 펜릴편 (펜릴)
- 아키칸 (텐쿠지 나지미)
- ELEMENT GIRLS 원소주기 모에로 배우는 화학의 기본 (수소)
- 집에서 밥 -Voice of Mealtime- (카모가와 스즈나)
- 회장님은 메이드 사마! 주인님! 애니메이션화예요! 드라마 CD (효도 사츠키)[6]
- 그림자 집사 마르크의 착오 (아이샤)
- 스트롭 에지 드라마 CD vol.1·2 (키노시타 니나코)
- 치히로☆치히로 (세노 치히로)
- 첫사랑 한정 (벳쇼 코요이)
- "문학소녀" 시리즈 (타케다 치아)
  - "문학소녀"와 죽고싶은 광대 '전편'
  - "문학소녀"와 죽고싶은 광대 '후편'
- 미나미가 시리즈 (요시노)
  - 미나미가
  - 미나미가 오카와리
  - 미나미가 오카에리
- Your 스위트 홈 (아야세 메구미)
- 유즈코 페퍼민트 (나츠미 칸미)
- 만화가씨랑 어시스턴트씨랑 (후와 린나)
- 하트커넥트 (나가세 이오리)

### 라디오 CD
- 라디오 CD 〈건강 전라계 수영부 우미쇼 여름!! 본편〉
- DJCD 메론·나지미의 스파클링☆키스
- 케이온! 라디오 CD
  - 라지온! 스페셜 Vol.1
  - 라지온! 스페셜 Vol.2
- 라디오 CD 〈어떤 라디오의 초전자포〉
- 《토요사키 아키의 어서와 라디오》 시리즈
  - 《토요사키 아키의 어서와 라디오》 슈퍼 아키채널 SP
  - 《토요사키 아키의 어서와 라디오》 슈퍼 아키채널 SP 2
  - 《토요사키 아키의 어서와 라디오》 슈퍼 아키채널 SP 3
- 성흔의 퀘이서! ~미하일로프 학원 방송부~ 시리즈
  - 토모하나☆하라 Show 타임
  - THE END OF 하라 Show 타임

### 영상작품
| 형식    | 제목                                                            | 참여    | 일본 내 발매일  |
| ------- | --------------------------------------------------------------- | ------- | --------------- |
| DVD, BD | 케이온! 라이브 이벤트 ~렛츠 고!~                                | 케이온! | 2010년 6월 30일 |
| DVD     | ~Sphere's rings live tour 2010~ FINAL LIVE DVD                  | Sphere  | 2011년 1월 1일  |
| BD      | ~Sphere's rings live tour 2010~ FINAL LIVE BD plus 스피어 in 3D | Sphere  | 2011년 1월 1일  |
| DVD, BD | 케이온!! 라이브 이벤트 ~Come with Me!!~                         | 케이온! | 2011년 8월 3일  |

### 기타
- 타케야마 선생님? (방송 내부 코너 〈마루다시 선생님〉 에 등장하는 개구리 목소리) - TV 도쿄.
- BINECKS 《Blue Feather》 CM 나레이션
- 스타차일드 제공CM (미나미가 오카에리, 토라도라!) CM 나레이션
- 케이온! 데스크톱 액세서리 (히라사와 유이)
- 웹코믹 눈동자의 포토그래프 (+Voice) (아이하라 하루카)
- 비잔[7] 로프웨이 (마치아소비[8] vol.4 관광가이드 해설) (2010년 10월 9일 - 2010년 10월 11일)
- 디지털 코믹 《간간 ONLINE 별의 아이!》 (카나에)
- RZ 성우 리모콘[9]

## 음악 CD

### 개인 음반
각 싱글 음반의 초회한정판은 CD와 DVD 각각 한장으로 구성되어 있으며, DVD에는 타이틀 곡의 뮤직비디오가 수록되어 있다.
싱글 제1집의 타이틀 곡인 "love your life"는 토요사키 아키의 이름에서 비롯된 곡명이다.
싱글 제2집의 세 번째 곡인 〈하늘 하늘☆푸른 하늘〉은 토요사키 아키의 원래 표기인 豊崎愛生 대신 히라가나 형식으로 とよさきあき로 표기되어 있다. 또한 이곡은 TV 프로그램 《시마지로 헤소카》의 오프닝 테마로도 사용되었다.

#### 싱글
| 트랙                                                                      | 곡명                                           | 작사가                                       | 작곡가                                       | 편곡가                                       |
| 제1집 love your life (2009년 10월 28일 발매)                              | 제1집 love your life (2009년 10월 28일 발매)   | 제1집 love your life (2009년 10월 28일 발매) | 제1집 love your life (2009년 10월 28일 발매) | 제1집 love your life (2009년 10월 28일 발매) |
| ------------------------------------------------------------------------- | ---------------------------------------------- | -------------------------------------------- | -------------------------------------------- | -------------------------------------------- |
| 1                                                                         | love your life                                 | Rie fu                                       | Rie fu                                       | 바바 카즈요시                                |
| 2                                                                         | 누군가가 하늘을 날아와서(何かが空を飛んでくる) | 타니야마 히로코                              | 타니야마 히로코                              | 이시이 AQ                                    |
| 제2집 《나를 찾아서》(ぼくを探して) (2010년 5월 26일 발매)                |                                                |                                              |                                              |                                              |
| 1                                                                         | 나를 찾아서(ぼくを探して)                      | CHARA 카토 카나코                            | CHARA                                        | SWING-O a.k.a.45(origami)                    |
| 2                                                                         | 파티쉐르(パティシエール)                       | 니시나 아유미                                | 니시나 아유미                                | 니시나 아유미                                |
| 3                                                                         | 하늘 하늘☆푸른 하늘(ソラソラ☆あおぞら)         | 오구라 신코 나카타 요시히로                  | 오구라 신코                                  | 오구라 신코                                  |
| 제3집 Dill (2010년 11월 10일 발매)                                        |                                                |                                              |                                              |                                              |
| 1                                                                         | Dill                                           | 하라다 이쿠코                                | 미트                                         | 클램본                                       |
| 2                                                                         | Magical Circle                                 | 시게나가 료우스케                            | 시게나가 료우스케                            | 시게나가 료우스케                            |
| 제4집 《봄바람 SHUN PU》(春風 SHUN PU) (2011년 4월 13일 발매)             |                                                |                                              |                                              |                                              |
| 1                                                                         | 봄바람 SHUN PU(春風 SHUN PU)                   | 츠지 아야노                                  | 츠지 아야노                                  | 세키 준지로                                  |
| 2                                                                         | KARA-KURI DOLL                                 | 타니야마 히로코                              | 타니야마 히로코                              | 이시이 AQ                                    |
| 제5집 music (2012년 1월 25일 발매)                                        |                                                |                                              |                                              |                                              |
| 1                                                                         | music                                          | 츠지 아야노                                  | 미트                                         | 세키 준지로                                  |
| 2                                                                         | anniversary                                    | 니시나 아유미                                | 니시나 아유미                                | 니시나 아유미                                |
| 제6집 《토끼풀》(シロツメクサ) (2012년 5월 23일 발매)                     |                                                |                                              |                                              |                                              |
| 1                                                                         | 토끼풀(シロツメクサ)                           | 치바 하나                                    | 이치카와 카즈노리                            | 츠카모토 료우                                |
| 2                                                                         | 사과 탓(リンゴのせい)                          | 쿠도 준코                                    | 코니시 소우지로                              | 코니시 소우지로                              |
| 제7집 《오리온과 스팽글》(オリオンとスパンコール) (2012년 12월 19일 발매) |                                                |                                              |                                              |                                              |
| 1                                                                         | 오리온과 스팽글(オリオンとスパンコール)        | 후루야 신                                    | 오사와 케이치                                | 세키 준지로 오사와 케이치                    |
| 2                                                                         | 다녀왔어, 어서와(ただいま、おかえり)           | 후루야 신                                    | 후지 이치로                                  | 와타나베 타케시                              |
| 제8집 《플립 플롭》(フリップ フロップ) (2013년 5월 22일 발매)             |                                                |                                              |                                              |                                              |
| 1                                                                         | 플립 플롭(フリップ フロップ)                   | sasakure.UK                                  | sasakure.UK                                  | sasakure.UK                                  |
| 2                                                                         | 길잃은 떠돌이 아기고양이(さすらいの迷える仔猫) | whoo                                         | whoo                                         | whoo                                         |
| 제9집 CHEEKY (2013년 8월 28일 발매)                                       |                                                |                                              |                                              |                                              |
| 1                                                                         | CHEEKY                                         | -                                            | -                                            | -                                            |
| 2                                                                         | FANTASY                                        | -                                            | -                                            | -                                            |

#### 정규 앨범
| 트랙                                                     | 곡명                                                     | 작사가                                                   | 작곡가                                                   | 편곡가                                                   |
| 제1집 love your life, love my life (2011년 6월 1일 발매) | 제1집 love your life, love my life (2011년 6월 1일 발매) | 제1집 love your life, love my life (2011년 6월 1일 발매) | 제1집 love your life, love my life (2011년 6월 1일 발매) | 제1집 love your life, love my life (2011년 6월 1일 발매) |
| -------------------------------------------------------- | -------------------------------------------------------- | -------------------------------------------------------- | -------------------------------------------------------- | -------------------------------------------------------- |
| 1                                                        | Hello Allo                                               | 후루야 마코토                                            | 세키 준지로                                              | 세키 준지로                                              |
| 2                                                        | 봄바람 SHUN PU(春風 SHUN PU)                             | 츠지 아야노                                              | 츠지 아야노                                              | 세키 준지로                                              |
| 3                                                        | Alright                                                  | Keito Blow                                               | Keito Blow                                               | 키시무라 마사미                                          |
| 4                                                        | 누군가가 하늘을 날아와서(何かが空を飛んでくる)           | 타니야마 히로코                                          | 타니야마 히로코                                          | 이시이 AQ                                                |
| 5                                                        | march                                                    | 코토링고                                                 | 코토링고                                                 | 코토링고                                                 |
| 6                                                        | Magical Circle                                           | 시게나가 료우스케                                        | 시게나가 료우스케                                        | 시게나가 료우스케                                        |
| 7                                                        | 파티쉐르(パティシエール)                                 | 니시나 아유미                                            | 니시나 아유미                                            | 니시나 아유미                                            |
| 8                                                        | 나를 찾아서(ぼくを探して)                                | CHARA 카토 카나코                                        | CHARA                                                    | SWING-O a.k.a.45(origami)                                |
| 9                                                        | 만화경(Kaleidoscope)(カレイドスコープ)                   | 후루야 마코토                                            | TAKUYA                                                   | 바바 카즈요시                                            |
| 10                                                       | 첫사랑의 테마(片想いのテーマ)                            | 츠지 아야노                                              | 츠지 아야노                                              | 세키 준지로                                              |
| 11                                                       | 너에게 고마워(君にありがとう)                            | 오쿠 하나코                                              | 오쿠 하나코                                              | 오쿠 하나코                                              |
| 12                                                       | love your life                                           | Rie fu                                                   | Rie fu                                                   | 바바 카즈요시                                            |

2집 앨범 'Love letters'는 2013년 9월 25일 발매!

### 애니메이션 음반
- 이하는 유닛(Sphere 제외 토요사키 아키를 포함 2인이상 부른 곡)을 포함한 내용이며, 이중에는 메인 보컬이 아닌 코러스로서 참여한 곡도 포함되어 있다.
- ‘곡명’에서 글자가 진하지 않은 첫 줄은 앨범의 제목이며, 진하게 처리된 부분은 곡 이름이다.
- 아래 표의 ‘종류’는 다음과 같다.
  - 단일 발매 : 캐릭터 송 음반이 캐릭터 별로 발매된 것
  - 통합 발매 : 캐릭터 송 음반에 해당 애니메이션의 캐릭터 송 다수가 수록된 것
  - 오프닝/엔딩 테마 : 해당 애니메이션의 오프닝/엔딩 테마 음반
  - 삽입곡 싱글/앨범 : 해당 애니메이션에서 보컬 곡으로 사용된 삽입곡에 대한 음반

| 곡명(앨범 타이틀/곡명) | 트랙의 가수 이름 | 일본 내 발매일 | 종류                                               |
| 건강 전라계 수영부 우미쇼 시리즈 (니나가와 아무로) | 건강 전라계 수영부 우미쇼 시리즈 (니나가와 아무로)                                                                   | 건강 전라계 수영부 우미쇼 시리즈 (니나가와 아무로)                                                                           | 건강 전라계 수영부 우미쇼 시리즈 (니나가와 아무로) |
| --- | --- | --- | -------------------------------------------------- |
| 건강 전라계 수영부 우미쇼 캐릭터 송 Vol.1 무지개색 스플래시!(虹色すぷらっしゅ!) | 니나가와 아무로 | 2007년 8월 24일 | 단일 발매                                          |
| 건강 전라계 수영부 우미쇼 The BEST vocal collection 무지개색 스플래시!(虹色すぷらっしゅ!) | 니나가와 아무로 | 2008년 4월 23일 | 통합 발매                                          |
| 미나미가 시리즈 (요시노) | | |                                                    |
| 미나미가 보기 좋은 날 하나 둘!(せーのっ) | 미나미가 3자매 | 2008년 4월 23일 | 통합 발매                                          |
| 미나미가 캐릭터송 베스트 앨범 커다란 꿈(おおきなユメ) | 미나미가 | 2009년 7월 23일 | 통합 발매                                          |
| 수호캐릭터! 시리즈 (수) | | |                                                    |
| 무지갯빛 캐릭체인지! (にじいろキャラチェンジ!) 최강 LOVE POWER(最強LOVE POWER) | 아무 with 란·미키·수                                                                                                 | 2008년 11월 5일 | 통합 발매                                          |
| 수호캐릭터! 캐릭터송 컬렉션1 무지갯빛 캐릭체인지!(にじいろキャラチェンジ!) Happy Xmas 좋은 일이 있을 것 같아(いいことありそう) 최강 LOVE POWER(最強LOVE POWER) | 수호캐릭터! | 2009년 3월 18일 | 통합 발매                                          |
| 수호캐릭터! 캐릭터송 컬렉션3 달걀 전사 수호 봄버(たまご戦士しゅごボンバー) | 수호캐릭터! | 2010년 2월 17일 | 통합 발매                                          |
| 케이온! 시리즈 (히라사와 유이) | | |                                                    |
| Cagayake!GIRLS Happy!? Sorry!! | 사쿠라고교 경음악부                                                                                                  | 2009년 4월 22일 | 오프닝 테마                                        |
| Don't say "lazy" Sweet Bitter Beauty Song | 사쿠라고교 경음악부                                                                                                  | 2009년 4월 22일 | 엔딩 테마                                          |
| 푹신푹신 시간 (ふわふわ時間) 날개를 주세요(翼をください) | 사쿠라고교 경음악부                                                                                                  | 2009년 5월 20일 | 삽입곡 싱글                                        |
| 케이온! 이미지 송 '히라사와 유이' 기-타에게 반해버렸어(ギー太に首ったけ) Sunday Siesta 렛츠 고(유이 Ver.)(『レッツゴー』) | 히라사와 유이 | 2009년 6월 17일 | 단일 발매                                          |
| 케이온! 이미지 송 '아키야마 미오' 케이온! 이미지 송 '타이나카 리츠' 케이온! 이미지 송 '코토부키 츠무기' 케이온! 이미지 송 '나카노 아즈사' 렛츠 고(『レッツゴー』) (코러스로 참여) | 아키야마 미오 타이나카 리츠 코토부키 츠무기 나카노 아즈사 (공통 트랙 코러스에 참여)                                  | 2009년 6월 17일 (아키야마 미오) 2009년 8월 26일 (아키야마 미오 外)                                                           | 각각 단일 발매                                     |
| 방과 후 티타임 카레 다음에 밥(カレーのちライス) 내 사랑은 호치키스(わたしの恋はホッチキス) 붓펜 ~볼펜~(ふでペン 〜ボールペン〜) 푹신푹신 시간(ふわふわ時間) | 방과 후 티타임 | 2009년 7월 22일 | 삽입곡 미니 앨범                                   |
| 〈케이온!〉 오피셜 밴드 하자!! Cagayake!GIRLS (5인 Ver.) Don't say "lazy" (5인 Ver.) | 방과 후 티타임 | 2009년 9월 2일 | 밴드스코어                                         |
| '푹신푹신 시간' 코러스 : 허스키 유이 푹신푹신 시간 제6화 '학원제!' 버전 | 사쿠라고교 경음악부                                                                                                  | 2009년 11월 28일 | 삽입곡 싱글                                        |
| GO! GO! MANIAC Genius…!? | 방과 후 티타임 | 2010년 4월 28일 | 오프닝 테마                                        |
| Listen!! Our MAGIC | 방과 후 티타임 | 2010년 4월 28일 | 엔딩 테마                                          |
| 퓨어퓨어 하트 (ぴゅあぴゅあはーと) 사쿠라가오카 여자고등학교 교가(Rock ver.)(桜が丘女子高等学校校歌) | 방과 후 티타임 | 2010년 6월 2일 | 삽입곡 싱글                                        |
| K-ON!! ORIGINAL SOUND TRACK Vol.1 비오는 날(あめふり) 토끼와 거북이(うさぎとかめ) | 히라사와 유이와 히라사와 우이                                                                                        | 2010년 7월 21일 | 사운드트랙                                         |
| Utauyo!!MIRACLE 반짝반짝 Days(キラキラDays) | 방과 후 티타임 | 2010년 8월 4일 | 오프닝 테마                                        |
| NO,Thank You! Girls in Wonderland | 방과 후 티타임 | 2010년 8월 4일 | 엔딩 테마                                          |
| 밥은 반찬/U&I 밥은 반찬(ごはんはおかず) U&I | 방과 후 티타임 | 2010년 9월 8일 | 삽입곡 싱글                                        |
| 케이온!! 이미지 송 '히라사와 유이' Oh My 기-타!!(Oh My ギー太!!) 행복한 나날(しあわせ日和) Come with Me!!(유이 Ver.) | 히라사와 유이 | 2010년 9월 21일 | 단일 발매                                          |
| 케이온!! 이미지 송 '아키야마 미오' 케이온!! 이미지 송 '타이나카 리츠' 케이온!! 이미지 송 '코토부키 츠무기' 케이온!! 이미지 송 '나카노 아즈사' 케이온!! 이미지 송 '히라사와 우이' 케이온!! 이미지 송 '마나베 노도카' 케이온!! 이미지 송 '스즈키 준' Come with Me!! (코러스로 참여)                                 | 아키야마 미오 타이나카 리츠 코토부키 츠무기 나카노 아즈사 (공통 트랙 코러스에 참여)                                  | 2010년 9월 21일 (아키야마 미오) 2010년 11월 17일 (타이나카 리츠 - 나카노 아즈사) 2011년 1월 19일 (히라사와 우이 - 스즈키 준) | 각각 단일 발매                                     |
| K-ON!! ORIGINAL SOUND TRACK Vol.2 붓펜 ~볼펜~ (유이·아즈 Ver.)(ふでペン 〜ボールペン〜（ゆいあずVer.）) 사쿠라가오카 여자고등학교 교가(桜が丘女子高等学校校歌) | 유이·아즈 사쿠라고교 2-1                                                                                             | 2010년 10월 6일 | 사운드트랙                                         |
| 방과 후 티타임 II 곡 목록 딸기 파르페가 멈추지 않아(いちごパフェが止まらない) 퓨어퓨어 하트(ぴゅあぴゅあはーと) Honey sweet tea time 장마 20 러브(五月雨20ラブ) 밥은 반찬(ごはんはおかず) 두근두근 슈가(ときめきシュガー) 겨울날(冬の日) U&I 천사와 만났어요!(天使にふれたよ!) 방과 후 티타임(放課後ティータイム) | 방과 후 티타임 | 2010년 10월 27일 | 삽입곡 앨범                                        |
| 첫사랑 한정 시리즈 (벳쇼 코요이) | | |                                                    |
| '첫사랑 한정 -Hatsukoi Limited-' 캐릭터 파일 Vol.3 벳쇼 코요이&치쿠라 나오 sweet soda in | 벳쇼 코요이 치쿠라 나오                                                                                              | 2009년 7월 23일 | 통합 발매                                          |
| 카나메모 시리즈 (나카마치 카나) | | |                                                    |
| 그대에게 이어지는 마음 (ぴゅあぴゅあはーと) WAKE ME UP(^_-)b! | 나카마치 카나 아마노 사키 쿠지인 미카                                                                                | 2009년 8월 5일 | 오프닝 테마                                        |
| 카나메로 무지개색 뉴스(虹色ニュース) 최신 뉴스를 기다리고 있어 ~후신 신문 전매소의 테마~ (最新ニュースを待っててね。〜風新新聞専売所のテーマ〜) 일하는 소녀♪(働く少女♪) 괜찮아 V(だいじょうブイ) | 카나메모 | 2009년 9월 9일 | 통합 발매                                          |
| 성검의 블랙스미스 시리즈 (리사) | | |                                                    |
| 미라클 해피데이 (みらくるハッピㅡディ) 비 온 뒤 맑음 때때로 두근두근(雨のち晴れときどきトキメキ) | 리사 | 2009년 11월 18일 | 엔딩 테마                                          |
| 성검의 블랙스미스 캐릭터 CD 에이프런 DAYS(エプロンDAYS) | 리사 | 2009년 12월 29일 | 통합 발매                                          |
| 괭이갈매기 울 적에 시리즈 (아스모데우스) | | |                                                    |
| 괭이갈매기 울 적에 페어특전 스페셜 레인보우 CD 일곱빛깔의 무지개를 걸어보자♪~사역률 UP 대작전 (七色の虹をかけよう♪〜使役率アップ大作戦〜) | 연옥의 7자매 | 2009년 12월 23일 | 통합 발매                                          |
| Which Witch? 시리즈 (하루이 아마츠리) | | |                                                    |
| 《Which Witch》 캐릭터 CD 제4탄 ~아마츠리~ 새끼 고양이들의 행진(子猫たちのマルシュ) | 하루이 아마츠리 | 2010년 1월 27일 | 단일 발매                                          |
| 성흔의 퀘이사 시리즈 (야마노베 토모) | | |                                                    |
| Passionate squall | 오리베 마후유 야마노베 토모 테레사·베리아 카챠 카츠라기 하나 (Passionate squall) + 츠지도 미유리 (Wishes Hypocrites) | 2010년 2월 10일 | 엔딩 테마                                          |
| Wishes Hypocrites | 오리베 마후유 야마노베 토모 테레사·베리아 카챠 카츠라기 하나 (Passionate squall) + 츠지도 미유리 (Wishes Hypocrites) | 2010년 5월 12일 | 엔딩 테마                                          |
| 사랑의 퀘이사 매직 ~매혹의 비너스 컬렉션~ FLOWER GARDEN | 야마노베 토모 | 2010년 3월 24일 | 통합 발매                                          |
| 루미나스 아크 시리즈 (시온) | | |                                                    |
| 루미나스 아크 3 아이즈 오리지널 사운드트랙 Magic Night | 시온 | 2010년 3월 3일 | 통합 발매                                          |
| 어떤 과학의 초전자포 시리즈 (우이하루 카자리) | | |                                                    |
| 어떤 과학의 초전자포 아카이브즈2 순수한 색으로 bloomy(初色bloomy) | 우이하루 카자리 | 2010년 4월 28일 | 통합 발매                                          |
| 어떤 과학의 초전자포 아카이브즈3 완벽 Will(カンペキWill) | 우이하루 카자리 사텐 루이코                                                                                          | 2010년 7월 30일 | 통합 발매                                          |
| 매리지 로열 시리즈 (우와지마 이요) | | |                                                    |
| 매리지 로열 ~프리즘 스토리~ 캐릭터송 앨범 Pink Days | 우와지마 이요 | 2010년 5월 26일 | 통합 발매                                          |
| 언젠가는 대마왕 시리즈 (소가 케나) | | |                                                    |
| 언젠가는 대마왕 드라마 & 캐릭터 앨범 ~가장 뒤에 있는 기분~ 하얀 세레나데(白いセレナㅡデ) | 소가 케나 | 2010년 5월 26일 | 통합 발매                                          |
| 회장님은 메이드사마! 시리즈 (효도 사츠키) | | |                                                    |
| 캐릭터 컨셉 CD3 -메이드편 2- My Sweet Home | 사츠키 | 2010년 7월 21일 | 통합 발매                                          |
| 회장님은 메이드사마! Maid Latte Songs! HANA-UTA | 사츠키 | 2010년 8월 25일 | 통합 발매                                          |
| 오오카미 씨와 7명의 동료들 시리즈 (류구 오토히메) | | |                                                    |
| 오오카미 씨와 7명의 동료들 캐릭터 송 앨범 - OTOGI SONGS BEST 10 몰래 기다림(まちぶせ) | 류구 오토히메 | 2010년 10월 6일 | 통합 발매                                          |
| 소녀요괴 자쿠로 시리즈 (본보리) | | |                                                    |
| 첫사랑 환등기 순정 매스컬레이드(純情マスカレイド) | 본보리 호즈키 하나키리 간류                                                                                          | 2010년 11월 24일 | 엔딩 테마                                          |
| 가요소담집 사랑의 등불, 사랑의 열매(恋の灯、愛の実) 붉은 꽃의 소녀의 노래(紅花ノ乙女唄) | 본보리 호즈키 (사랑의 등불, 사랑의 열매) + 자쿠로 + 스스키호타루 (붉은 꽃의 소녀의 노래)                             | (2011년 2월 9일) | 통합 발매                                          |
| 좀 더 To LOVE -트러블- 시리즈 (모모·베리아·데빌룩) | | |                                                    |
| 좀 더 To Love -트러블- 캐릭터 CD3 나나&모모 핑크빛 보기 좋은 시기(モ·モ·い·ろ·み·ご·ろ) | 모모·베리아·데빌룩                                                                                                   | 2010년 12월 22일 | 통합 발매                                          |
| 하늘의 유실물 시리즈 (카오스) | | |                                                    |
| 천사들의 목소리가 들려와요 사랑을 줄게요(あいをあげる) | 카오스 | 2011년 2월 16일 | 통합 발매                                          |
| 신만이 아는 세계 시리즈 (나가세 준) | | |                                                    |
| 신만세 캐릭터 CD.7 My Color 사랑의 예감 from Jun(アイノヨカン) | 나가세 준 | 2011년 6월 22일 | 단일 발매                                          |

## 라이브 이벤트
| 연도   | 참여     | 형식          | 제목                                                      | 공연 정보 |
| ------ | -------- | ------------- | --------------------------------------------------------- | --- |
| 2009년 | Sphere   | 이벤트        | 뮤직레인 girls 봄의 초콜릿축제                            | 2월 15일 하마리큐 아사히홀 (도쿄 도) |
| 2009년 | Sphere   | 라이브        | 스피어 1st Stream ~스피어와 애니메이션의 음악회~          | 5월 17일 일본청년관 (도쿄 도) |
| 2009년 | Sphere   | 라이브        | Shake X Sphere ~여름 밤의 꿈~                             | 8월 30일 JCB홀 (도쿄 도) |
| 2009년 | Sphere   | 라이브        | 란티스 축제(2일차)                                        | 9월 27일 후지큐 하이랜드 코니파포레스트 (아먀나시 현) |
| 2009년 | Sphere   | 게스트        | TOKYO ASIA MUSIC MARKET 애니메이션 송 라이브              | 10월 23일 시나가와 스테라볼 (도쿄 도) |
| 2009년 | Sphere   | 게스트        | RAGNAROK World Championship 2009                          | 11월 1일 퍼시픽 요코하마 (가나가와 현) |
| 2009년 | 케이온!  | 라이브        | 케이온! 라이브 이벤트 ~렛츠 고!~                          | 12월 30일 요코하마 아레나 (가나가와 현) |
| 2010년 | Sphere   | 라이브        | 스피어 Colorful Concert                                   | 1월 10일 C.C.Lemon홀 (도쿄 도) 추가 공연：1월 31일 가나가와 현민홀 (가나가와 현) |
| 2010년 | Sphere   | 라이브        | ~Sphere's rings live tour 2010~                           | 총 6회 공연 (+ 추가 공연 2회) 4월 18일 도쿄 국제포럼홀 A (도쿄 도) 4월 25일 도쿠시마 시립 문화센터 (도쿠시마 현) 5월 16일 후쿠오카 국제회의장 메인홀 (후쿠오카 현) 5월 23일 아이치현 예술극장 대 홀 (아이치 현) 6월 13일 Zepp Osaka (오사카 부) 6월 20일 삿포로 팩토리홀 (홋카이도) 이하 추가공연 7월 11일 오사카성 야외 음악당 (오사카 부) 7월 18일 NHK홀 (도쿄 도) |
| 2010년 | Sphere   | 라이브 생중계 | 스피어 in 3D 스크린 ~Sphere's rings live tour 2010~ FINAL | 총 8회 동시 상영 (7월 25일) 신쥬쿠 바루토9 (도쿄 도) 요코하마 부르크13 (가나가와 현) 우메다 부르크7 (오사카 부) TOHO 시네마즈 나고야 베이시티 (아이치 현) 후쿠오카 나카스 대양영화극장 (후쿠오카 현) T·Joy 니가타 반다이 (니가타 현) 히로시마 바루토11 (히로시마 현) The North Cinema's 삿포로 극장 (홋카이도)                                                       |
| 2010년 | Sphere   | 게스트        | Animelo Summer Live 2010 -evolution-（1일차）             | 8월 28일 사이타마 슈퍼 아레나 (사이타마 현) |
| 2010년 | Sphere   | 라이브        | 스피어 라이브 2010 《sphere ON LOVE,ON 일본 무도관》      | 11월 23일 일본 무도관 (도쿄 도) |
| 2011년 | 단독     | 라이브        | 토요사키 아키의 Music Rainbow 01                          | 1월 29일 나카노 선플라자 홀 (도쿄 도) |
| 2011년 | 케이온!! | 라이브        | 케이온!! 라이브 이벤트 ~Come with Me!!~                   | 2월 20일 사이타마 슈퍼 아레나 (사이타마 현) |
| 2011년 | 단독     | 라이브        | love your live                                            | 6월 4일 나카노 선플라자 홀 (도쿄 도) 6월 12일 나고야 시민회관 (아이치 현) 6월 25일 고베국제회관 (효고 현) |

## TV
※진한 글자체는 현재 진행 중인 프로그램

### 성우로서 활동하기 이전
- 토요일은 비밀!! - 시코쿠 지역 방송.
- Do Night Show (환상관람차) - 시코쿠 지역 방송.

### 버라이어티
- 만토라 ∼만화범의 구멍∼ - tvk. 〈아리노의 구멍〉 게스트. (2007년 11월 23일 - 2007년 11월 30일)
- 도리☆버라이어티 HYPER ViSUADOLL MOVIE - tvk. 나레이션. (2008년 10월 2일 - 2009년 3월 26일)
- promo-X - AT-X. 네비게이터. (2009년 6월 - )
- 아니테레 Presents 애니송 플러스+ - TV 도쿄. 나레이션, 게스트. (2009년 7월)
- Run Run LAN! - 테레타마 등. 게스트.

### 다큐멘터리
- 530 포커스 토쿠시마 - 시코쿠 방송. (2008년 6월 12일)
- 우타타네♪ - TOKYO MX. 특집 아티스트. (2009년 9월 12일)
- 아와(도쿠시마) 스페셜 《이 목소리에 마음을 담아 ~도쿠시마 출신 성우·토요사키 아키~》 - NHK, 도쿠시마 지역 한정 방송. (2010년 5월 28일)

## 라디오
※진한 글자체는 현재 진행 중인 라디오

### 라디오
- SunSet Swish의 오늘 밤도 마이페이스 - FM OSAKA, 나레이션.
- 건강 전라계 수영부 우미쇼 여름 본편 - 인터넷 라디오, 나바타메 히토미와 공동 진행. (2007년 7월 4일 - 2007년 10월 31일)
- 쁘띠닷아이 토요사키 아키의 겨울의 아키축제 - 분카방송 초!A&G+ 'A&G 초 RADIO SHOW ~아니스파~' 내부 코너. (2007년 12월 7일 - 2007년 12월 28일)
- 라디오닷아이 토요사키 아키의 겨울의 아키축제 - 분카방송 인터넷 라디오. (2008년 1월 4일 - 2008년 3월 28일)
- 들으면 되잖아! 수호 캐릭터 라디오! - 인터넷 라디오. 이토 카나에, 아스미 카나, 카토 나나에와 공동 진행. (2008년 1월 23일 - 2010년 3월 31일)
- 토요사키 아키의 초라지!Girls - 분카방송 초!A&G+. (2008년 4월 7일 - 2008년 9월 29일)
- 한게임 presents 초! Online Station - 분카방송 초!A&G+. 오기하라 히데키와 생방송으로 공동 진행. (2008년 7월 22일 - 2010년 3월 31일)
- 토요사키 아키의 초라지!Girls 여름의 아키축제 - 분카방송 초!A&G+ 'A&G 초 RADIO SHOW ~아니스파~' 내부 코너. (2008년 8월 2일 - 2008년 8월 30일)
- 메론·나지미의 스파클링 키스 - 인터넷 라디오. 나리타 사야카와 공동 진행. (2008년 12월 19일 - 2009년 4월 24일)
- A&G 아카데미 합동 제작의 제5기·최우수작품 토요사키 아키의 NO트레! - 분카방송 인터넷 라디오. (2009년 1월 16일 ~ )
- 라지온! - 인터넷 라디오. 코토부키 미나코, 히카사 요코, 사토 사토미와 공동 진행. (2009년 2월 9일 - 2009년 9월 25일)
- Pl@net sphere - 인터넷 라디오. 토마츠 하루카, 타카가키 아야히, 코토부키 미나코와 공동 진행. (2009년 3월 4일 - )
- 스피어의 토토모노라디오 - 분카방송 초!A&G+ 'A&G 초 RADIO SHOW ~아니스파~' 내부 코너. (2009년 5월 23일 - 2009년 7월 18일)
- 검과 마법과 학원물. 2 Presents 스피어와 와시자키와 60분 물건 - 분카방송 초!A&G+. (2009년 6월 27일)
- 일찍 자고 일찍 일어나기! 카나메모 라디오 - 인터넷 라디오. 키타무라 에리와 공동 진행. (2009년 7월 4일 - 2009년 10월 24일)
- Which Witch RADIO 하늘의 학교 방송부? - 인터넷 라디오. 아스미 카나와 공동 진행. (2009년 7월 30일 - 2010년 2월 25일)
- 블라스미 라디오 토요토요! - 분카방송 초!A&G+. 토요구치 메구미와 공동 진행. (2009년 9월 5일 - 2009년 12월 26일)
- 어느 “라디오”의 초전자포 - 인터넷 라디오. 이토 카나에와 공동 진행. (2009년 9월 18일 - 2010년 4월 30일)
- 성흔의 퀘이서 라디오 ~미하이로프학원 방송부~ - 인터넷 라디오. 히카사 요코와 공동 진행. (2009년 12월 4일 - 2010년 6월 18일)
- 가장 뒤의 무한대 라지왕 - 인터넷 라디오. 히카사 요코, 유우키 아오이와 공동 진행. (격주 갱신, 2010년 4월 1일 - 2010년 7월 8일)
- 토요사키 아키의 어서와 라디오 - 분카방송 초!A&G+. 생방송으로 진행. (2010년 4월 8일 - )
- 스피어의 Say! You Young - 분카방송 초!A&G+. A&G+의 특집 생방송 'Say! You Young'의 6번째 퍼스널리티에 스피어 멤버로 참여. (2010년 4월 12일)
- 라지온!! - 인터넷 라디오. 코토부키 미나코, 히카사 요코, 사토 사토미, 타케타츠 아야나와 공동 진행. (2010년 4월 23일 - 2010년 12월 3일) ※2013년 6월 28일~7월12일 3회 추가 방송
- sphere 4 spring - FM넥파이브. 토마츠 하루카, 타카가키 아야히, 코토부키 미나코와 공동 진행. (2011년 1월 3일 ~ 2011년 3월 28일)

### 라디오 드라마
- 소문집 -플라워 테일- (후쿠이즈 란코) - 닛폰방송 〈유라쿠쵸 아니메타운〉 내부 코너.
- ELEMENT GIRLS 원소주기 모에로 배우는 화학의 기본 (수소, 루테튬) (2009년)
- 사립 하코이리 여학원 (사에키 하나코) - 닛폰방송 《뮤~코미+》 내부 코너 〈아니코보〉 목요일 라지메이션. (2010년 1월 14일 - 2010년 3월 25일)
- 들에 피는 꽃 -아무도 죽지 않는다 2- (와카야마 케이토) - 온센. (2010년 7월 14일 - 2010년 8월 25일)

## 같이 보기
- 스피어 (성우 유닛)
  - 코토부키 미나코 (이하 유닛 멤버)
  - 토마츠 하루카
  - 타카가키 아야히

### 추가 출처
1. ↑  TVアニメ「けいおん!」ライブ 『けいおん! ライブイベント ~レッツゴー!~』Blu-ray【初回生産限定】 amazon.co.jp
2. ↑  ~Sphere’s rings live tour 2010~FINAL LIVE DVD amazon.co.jp
3. ↑  ~Sphere’s rings live tour 2010~FINAL LIVE(Blu-ray Disc)+スフィア in 3D amazon.co.jp
4. ↑  TVアニメ「けいおん！！」『けいおん！！　ライブイベント　~Come with Me！！~』Blu-Ray メモリアルブックレット付【初回限定生産】 amazon.co.jp
5. 1 2  ぼくを探して(通常盤) Sony Music Shop
6. ↑  love your life(通常盤) Sony Music Shop
7. ↑  Dill(通常盤) Sony Music Shop
8. ↑  春風 SHUN PU(通常盤)【初回限定仕様】 Sony Music Shop
9. ↑  music（通常盤）【初回限定仕様】 Sony Music Shop
10. ↑  シロツメクサ（通常盤）【初回限定仕様】 Sony Music Shop
11. ↑  オリオンとスパンコール (通常盤)【初回限定仕様】 Sony Music Shop
12. ↑  フリップ フロップ（通常版）【初回限定仕様】 Sony Music Shop
13. ↑  CHEEKY（通常盤）【初回限定仕様】 Sony Music Shop
14. ↑  love your life, love my life(通常盤) Sony Music Shop
15. ↑  TVアニメ「ウミショー」キャラクターソングvol.1蜷川あむろ(cv.豊崎愛生) amazon.co.jp
16. ↑  「ケンコー全裸系水泳部 ウミショー」The BEST vocal collection amazon.co.jp
17. ↑  みなみけ びより amazon.co.jp
18. ↑  みなみけきゃらくたーそんぐべすとあるばむ amazon.co.jp
19. ↑  にじいろキャラチェンジ! amazon.co.jp
20. ↑  しゅごキャラ！キャラクターソングコレクション amazon.co.jp
21. ↑  しゅごキャラ! キャラクターソングコレクション3 amazon.co.jp
22. ↑  Cagayake!GIRLS amazon.co.jp
23. ↑  Don’t say“lazy” amazon.co.jp
24. ↑  TVアニメ「けいおん!」劇中歌::ふわふわ時間 amazon.co.jp
25. ↑  TVアニメ「けいおん!」キャラクターイメージCDシリーズ 「けいおん!」イメージソング 平沢唯 amazon.co.jp
26. ↑  TVアニメ「けいおん!」キャラクターイメージCDシリーズ 「けいおん!」イメージソング 秋山澪 amazon.co.jp
27. ↑  TVアニメ「けいおん!」キャラクターイメージCDシリーズ 「けいおん!」イメージソング 田井中律 amazon.co.jp
28. ↑  TVアニメ「けいおん!」キャラクターイメージCDシリーズ 「けいおん!」イメージソング 琴吹紬 amazon.co.jp
29. ↑  TVアニメ「けいおん!」キャラクターイメージCDシリーズ 「けいおん!」イメージソング 中野梓 amazon.co.jp
30. ↑  TVアニメ「けいおん!」劇中歌ミニアルバム 「放課後ティータイム」 amazon.co.jp
31. ↑  TVアニメ「けいおん!」オフィシャル バンドやろーよ!!(バンドスコア付) amazon.co.jp
32. ↑  TVアニメ「けいおん!!」オープニングテーマ GO!GO! MANIAC(通常盤) amazon.co.jp
33. ↑  TVアニメ「けいおん!!」エンディングテーマ Listen!!(通常盤) amazon.co.jp
34. ↑  TVアニメ「けいおん!!」ぴゅあぴゅあはーと amazon.co.jp
35. ↑  K-ON!! ORIGINAL SOUND TRACK Vol.1 amazon.co.jp
36. ↑  TVアニメ「けいおん!!」オープニングテーマ Utauyo!!MIRACLE(通常盤) amazon.co.jp
37. ↑  TVアニメ「けいおん!!」エンディングテーマ NO,Thank You!(通常盤) amazon.co.jp
38. ↑  TVアニメ「けいおん! ! 」劇中歌 ごはんはおかず/U&I amazon.co.jp
39. ↑  TVアニメ「けいおん! ! 」キャラクターイメージCDシリーズ 「けいおん! ! 」イメージソング 平沢唯 amazon.co.jp
40. ↑  TVアニメ「けいおん! ! 」キャラクターイメージCDシリーズ 「けいおん! ! 」イメージソング 秋山澪 amazon.co.jp
41. ↑  TVアニメ「けいおん! ! 」キャラクターイメージCDシリーズ 「けいおん! ! 」イメージソング 田井中律 amazon.co.jp
42. ↑  TVアニメ「けいおん! ! 」キャラクターイメージCDシリーズ 「けいおん! ! 」イメージソング 琴吹紬 amazon.co.jp
43. ↑  TVアニメ「けいおん! ! 」キャラクターイメージCDシリーズ 「けいおん! ! 」イメージソング 中野梓 amazon.co.jp
44. ↑  TVアニメ「けいおん！！」キャラクターイメージCDシリーズ 「けいおん！！」イメージソング　平沢憂 amazon.co.jp
45. ↑  TVアニメ「けいおん！！」キャラクターイメージCDシリーズ 「けいおん！！」イメージソング　真鍋和 amazon.co.jp
46. ↑  TVアニメ「けいおん！！」キャラクターイメージCDシリーズ 「けいおん！！」イメージソング　鈴木純 amazon.co.jp
47. ↑  TVアニメ「けいおん!!」オリジナルサウンドトラック K-ON!! ORIGINAL SOUND TRACK Vol.2 amazon.co.jp
48. ↑  TVアニメ「けいおん! ! 」劇中歌集 放課後ティータイム II(通常盤) amazon.co.jp
49. ↑  TVアニメ『初恋限定。-ハツコイリミテッド-』キャラクターファイル Vol.3 別所小宵 & 千倉名央 amazon.co.jp
50. ↑  君へとつなぐココロ amazon.co.jp
51. ↑  かなめも キャラクターソング&サントラアルバム かなめろ amazon.co.jp
52. ↑  みらくるハッピーディ amazon.co.jp
53. ↑  聖剣の刀鍛冶 きゃらくたぁCD amazon.co.jp
54. ↑  「Which Witch?(フィッチウィッチ?)」キャラクターCD 第4弾「~雨祭~」 amazon.co.jp
55. ↑  Passionate squall amazon.co.jp
56. ↑  Wishes Hypocriter amazon.co.jp
57. ↑  聖痕のクェイサー キャラクターソングミニアルバム amazon.co.jp
58. ↑  ルミナスアーク3 アイズ オリジナル・サウンドトラック amazon.co.jp
59. ↑  「とある科学の超電磁砲」アーカイブス2 amazon.co.jp
60. ↑  「とある科学の超電磁砲」アーカイブス3 amazon.co.jp
61. ↑  マリッジロワイヤル~プリズムストーリー~キャラクターソングアルバム amazon.co.jp
62. ↑  いちばんうしろの大魔王 ドラマ&キャラクターソングアルバム~いちばんうしろにあるキモチ~ amazon.co.jp
63. ↑  「会長はメイド様!」キャラクターコンセプトCD―Maid Side2― amazon.co.jp
64. ↑  「会長はメイド様!」Maid Latte Songs! amazon.co.jp
65. ↑  キャラクターソングアルバム オトギソングス BEST10 amazon.co.jp
66. ↑  初戀幻灯機 amazon.co.jp
67. ↑  おとめ妖怪ざくろ バラエティCD「歌謡小咄集」 amazon.co.jp
68. ↑  もっとTo LOVEる-とらぶる- キャラクターＣＤ３ ナナ＆モモ amazon.co.jp
69. ↑  そらのおとしものｆ（フォルテ）　キャラソン＆ドラマ・アルバム~天使たちの声が響く~ amazon.co.jp
70. ↑  神のみキャラCD.7／長瀬 純 starring 豊崎愛生 amazon.co.jp